# ۸۶۲ (قمری)
۸۶۲ (قمری)، هشتصد و شصت و دومین سال در گاهشماری هجری قمری است. اول محرم این سال برابر با بیست و هشتم نوامبر سال ۱۴۵۷ میلادی است.

## وابسته
- وطاسیان